# Ferdjioua
Ferdjioua (em árabe: فرجيوة), anteriormente Fedj M'zala, é uma cidade e comuna localizada na província de Mila, Argélia. Segundo o censo de 2008, a população total da cidade era de 50 167 habitantes.